# Eksara
Eksara é uma vila no distrito de Haora, no estado indiano de Bengala Ocidental.

## Demografia
Segundo o censo de 2001, Eksara tinha uma população de 6485 habitantes. Os indivíduos do sexo masculino constituem 52% da população e os do sexo feminino 48%. Eksara tem uma taxa de literacia de 66%, superior à média nacional de 59,5%: a literacia no sexo masculino é de 68% e no sexo feminino é de 64%. Em Eksara, 13% da população está abaixo dos 6 anos de idade.